# Reakcja Wurtza
Reakcja Wurtza (synteza Wurtza) – chemiczna reakcja sprzęgania halogenków organicznych z udziałem metali alkalicznych. Nazwa reakcji pochodzi od nazwiska francuskiego chemika Charles'a Adolphe'a Wurtza.
W chemii organicznej reakcja ta jest najczęściej stosowana do sprzęgania halogenków alkilowych, co prowadzi do powstania nowego wiązania węgiel-węgiel, np.:
2 R-X + 2 Na (Li, K) → 2 NaX (LiX, KX) + R-R
gdzie R – grupa alkilowa, R-R – alkan o powiększonej liczbie węgli w cząsteczce względem cząsteczki wyjściowego halogenku, X – F, Cl, Br, I.
Należy przy tym pamiętać, że sód wykorzystuje się do sprzęgania grup symetrycznych, a lit i potas do niesymetrycznych.
Reakcję tę przeprowadza się zwykle w bezwodnym, polarnym, aprotonowym rozpuszczalniku (np. eterze dietylowym lub THF).
Reakcja polega technicznie na ogrzewaniu roztworu halogenku w obecności bardzo rozdrobnionego metalu alkalicznego. Często stosuje się w tej reakcji stop sodowo-potasowy, który jest ciekły w temperaturze pokojowej, dzięki czemu nie ma potrzeby rozdrabniania go – lecz wystarczy odpowiednio intensywnie mieszać układ reakcji.
Mechanizm tej reakcji opiera się na powstawaniu w jej trakcie kompleksów alkilowych i następnie reakcji tych kompleksów z halogenkami:
Reakcję analogiczną dla fluorowcoalkilu R-X i fluorowcoarylu Ar-X nazywa się reakcją Fittiga (lub Wurtza-Fittiga), od nazwiska niemieckiego chemika Rudolpha Fittiga.
Można w ten sposób łączyć różne grupy R- (alkilowe) oraz Ar-(aromatyczne).
Reakcję Wurtza można też wykorzystywać w innych celach np. do tworzenia wiązań krzem-krzem:
R3SiCl + R'3SiCl + Na(K) → R3Si-SiR'3 + Na(K)Cl
przy użyciu w tej reakcji dichlorosilanów otrzymuje się polisilany:
n R2SiCl2 + Na(K) → [R2Si]n + Na(K)Cl